# Panthera
Panthera (do grego πάνθηρ) é um gênero de felídeos que inclui animais como o tigre, o leão, a onça, o leopardo e o leopardo das neves. Todas as espécies do gênero possuem um osso hioide incompletamente ossificado, com a laringe tendo cordas vocais proporcionalmente maiores e cobertas por uma grande almofada fibro-elástica. Isso permite que todas essas espécies (com exceção do leopardo das neves) sejam capazes de rugir.   
A espécie mais antiga do género Panthera identificada até o momento é o jaguar europeu (Panthera gombaszoegensis), que viveu há cerca de 1,5 milhão de anos nas actuais Itália e Alemanha. A primeira espécie africana é a Panthera leo fossilis, uma espécie de leão com características de tigre, que habitou a África de Leste há 500 000 anos. Há 350 000 anos viveu na China a espécie Panthera youngi que é o antepassado directo do leão das cavernas. Esta espécie, característica da Europa e Ásia, migrou para a América do Norte, via estreito de Bering, há cerca de 35 000 anos e deu origem, por sua vez, ao leão americano, o maior feídeo de todos os tempos. 
Popularmente são chamadas de panteras três tipos de felídeos: a pantera africana ou leopardo, a pantera americana ou onça e a pantera negra, que, na verdade, pertence à mesma espécie do leopardo. Leões e tigres também estão incluídos no género mas são raramente chamados de panteras. Porém animais como o Guepardo são erroneamente chamados de pantera. 
Em 2008, resultados de uma análise genética confirmaram que o leopardo das neves também pertence ao gênero Panthera, uma classificação que foi aceita pela IUCN no mesmo ano.  
Os híbridos entre espécies deste gênero, como o tigreão (cruzamento entre uma leoa e um tigre macho) e o ligre (cruzamento entre um leão macho e uma tigresa), também são pertencentes ao gênero Panthera.

## Espécies e subspécies do gêneroPantheraOken, 1816
- Panthera crassidens † - forma pré-histórica
- Panthera gombaszoegensis † - Jaguar-europeu
- Panthera leo - Leão
  - Panthera leo atrox † - Leão-americano
  - Panthera leo spelaea † - Leão-das-cavernas
  - Panthera leo fossilis †
  - Panthera leo vereshchagini † - Leão-da-Beríngia
  - Panthera leo persica - Leão-asiático
  - Panthera leo maculatus - Leão-malhado
  - Panthera leo leo - Leão-do-atlas ou Leão-da-Barbária (extinto na Natureza)
  - Panthera leo senegalensis - Leão-da-África-Ocidental
  - Panthera leo azandica - Leão-do-noroeste-do-Congo
  - Panthera leo nubica - Leão-da-África-Oriental
  - Panthera leo bleyenberghi - Leão-de-Katanga
  - Panthera leo krugeri - Leão-do-Transvaal
  - Panthera leo melanochaitus † - Leão-do-cabo
  - Panthera leo europaea † - Leão-europeu (subspécie duvidosa, sendo incluida no P. l. persica ou P. l. spelaea depedendo do autor)
  - Panthera leo sinhaleyus † - Leão-do-Sri-Lanka (subspécie duvidosa, baseada em dois dentes coletados em 1939)
- Panthera onca - Onça-pintada
  - Panthera onca arizonensis (Onça pintada do Arizona) - Extinto da Natureza
  - Panthera onca centralis
  - Panthera onca goldmani
  - Panthera onca hernandesii
  - Panthera onca onca
  - Panthera onca palustris - algumas vezes incluida na paraguensis
  - Panthera onca paraguensis
  - Panthera onca peruviana
  - Panthera onca veracrucis
  - Panthera onca mesembrina (Pré-histórica - Extinta)†
  - Panthera onca augusta (Pré-histórica - Extinta)†
- Panthera palaeosinensis † - forma pré-histórica
- Panthera pardoides † - forma pré-histórica
- Panthera pardus - Leopardo
  - Panthera pardus delacouri - Leopardo-da-Indochina
  - Panthera pardus fusca - Leopardo-indiano
  - Panthera pardus japonensis - Leopardo-do-norte-da-China
  - Panthera pardus kotiya - Leopardo-do-Sri-Lanka
  - Panthera pardus melas - Leopardo-de-Java
  - Panthera pardus orientalis - Leopardo-de-amur
  - Panthera pardus pardus - Leopardo-africano
  - Panthera pardus saxicolor - Leopardo-iraniano
  - Panthera pardus nimr - Leopardo-árabe (algumas vezes incluido no P. p. saxicolor)
  - Panthera pardus sickenbergi † - Leopardo-europeu
- Panthera schaubi † - forma pré-histórica
- Panthera schreuderi † - forma pré-histórica (provável sinônimo do Jaguar-europeu)
- Panthera tigris - Tigre
  - Panthera tigris altaica - Tigre-siberiano
  - Panthera tigris tigris - Tigre-de-bengala
  - Panthera tigris virgata † - Tigre-do-cáspio
  - Panthera tigris amoyensis - Tigre-do-sul-da-china
  - Panthera tigris corbetti - Tigre-da-indochina
  - Panthera tigris jacksoni - Tigre-malaio
  - Panthera tigris sumatrae - Tigre-de-sumatra
  - Panthera tigris sondaica † - Tigre-de-java
  - Panthera tigris balica † - Tigre-de-bali
- Panthera toscana † - Leão-de-Toscana (provável sinônimo do Jaguar-europeu)
- Panthera youngi † - forma pré-histórica (algumas vezes considerado subspécie do Panthera leo)
- Panthera Uncia - Leopardo das neves
  - Panthera uncia uncia
  - Panthera uncia uncioides
  - Panthera uncia irbis

† - representa táxon extinto